# Mexicaans kampioenschap wielrennen op de weg
Het Mexicaans kampioenschap wielrennen op de weg is in de vier onderdelen wegwedstrijd en individuele tijdrit bij zowel de mannen als de vrouwen een jaarlijkse georganiseerde wielerwedstrijd waarin om de nationale titel van Mexico wordt gestreden. De kampioen mag een jaar lang rijden in een trui met de vlag van Mexico in de categorie waarin de trui is behaald. 

## Mannen

### Wegwedstrijd
| Jaar | Goud                  | Zilver                  | Brons                 |
| ---- | --------------------- | ----------------------- | --------------------- |
| 1977 | Salvador Esquivel     | ?                       | ?                     |
| 1978 | Francisco Vazquez     | Enrique Bocanegra       | Angel Lopez           |
|      |                       |                         |                       |
| 1981 | Salvador Esquivel     | ?                       | ?                     |
|      |                       |                         |                       |
| 1998 | Jesús Zarate          | ?                       | ?                     |
| 1999 | Eduardo Graciano      | Carlos Manuel Hernández | Omar Martínez         |
| 2000 | Miguel Arroyo         | Alejandro Mendoza       | José Luis Jimenez     |
| 2001 | Juan Luis González    | Miguel Arroyo           | Andrés Contreras      |
| 2002 | Andrés Contreras      | Manuel Hernández        | Manuel Carbajal       |
| 2003 | Antonio Aldape        | ?                       | ?                     |
|      |                       |                         |                       |
| 2005 | Domingo González      | Armando Vigeras         | Ricardo Tapia         |
| 2006 | Juan José De La Rosa  | Irwin Aguilar           | Luis Macías           |
| 2007 | Juan Pablo Magallanes | Carlos López González   | Francisco Matamoros   |
| 2008 | Luis Macías           | Bernardo Colex          | David Salomon         |
| 2009 | Florencio Ramos       | Antonio Aldape          | Juan Pablo Magallanes |
| 2010 | Carlos López Gonzalez | Luis Macias             | Juan Manuel Sandoval  |
| 2011 | Francisco Matamoros   | Florencio Ramos         | Héctor Rangel         |
| 2012 | Miguel Luis Álvarez   | Héctor Rangel           | Luis Pulido           |
| 2013 | Luis Enrique Lemús    | Luis Pulido             | Miguel Luis Álvarez   |
| 2014 | Ignacio Sarabia       | Eder Frayre             | Francisco Matamoros   |
| 2015 | Ignacio Prado         | Ignacio Sarabia         | Miguel Luis Álvarez   |
| 2016 | Luis Enrique Lemús    | Miguel Luis Álvarez     | Eder Frayre           |
| 2017 | Efrén Santos          | Eduardo Corte           | Uri Martins           |
| 2018 | Orlando Garibay       | Ulises Castillo         | Iván Carbajal         |
| 2019 | Ignacio Prado         | Ulises Castillo         | Francisco Lara        |
| 2020 | Ulises Castillo       | Jose Ulloa              | Emery Hernandez       |
| 2021 | Eder Frayre           | Orlando Garibay         | Flavio de Luna        |
|      |                       |                         |                       |
| 2023 | Edgar Cadena          | ?                       | ?                     |
| 2024 | Edgar Cadena          | Miguel Díaz             | Ulises Castillo       |

### Tijdrit
| Jaar | Goud                     | Zilver                | Brons                  |
| ---- | ------------------------ | --------------------- | ---------------------- |
| 1999 | Camil Siddharta          | Eduardo Uribe         | Victor Manuel Cruz     |
| 2000 | Eduardo Graciano         | Camil Siddharta       | Florencio Ramos Torres |
| 2001 | Camil Siddharta          | Christian Valenzuela  | Domingo González       |
| 2002 | Eduardo Graciano         | Manuel Hernández      | Christian Valenzuela   |
| 2003 | Eduardo Graciano         | Jesús Zarate          | Domingo González       |
|      |                          |                       |                        |
| 2006 | Fausto Esparza           | Cuitlathuac Ayala     | Antonio Aldape         |
| 2007 | Juan Pablo Magallanes    | José Isabel Garcia    | Cuitlahuac Ayala       |
| 2008 | José Manuel García Ponce | Juan Pablo Magallanes | Luis Alfredo Gutierrez |
| 2009 | Ignacio Sarabia          | Bernardo Colex        | Domingo González       |
| 2010 | Raúl Alcalá              | Ignacio Sarabia       | Carlos López González  |
| 2011 | Bernardo Colex           | Gregorio Ladino       | Carlos López González  |
| 2012 | Bernardo Colex           | Luis Pulido           | Héctor Rangel          |
| 2013 | Bernardo Colex           | Héctor Rangel         | Carlos López González  |
| 2014 | Bernardo Colex           | Flavio de Luna        | Ignacio Sarabia        |
| 2016 | Juan Pablo Magallanes    | Moisés Aldape         | Christian Valenzuela   |
| 2017 | Ignacio Prado            | Luis Villalobos       | Uri Martins            |
| 2018 | Luis Villalobos          | Luis Lemus            | Ignacio Prado          |
| 2019 | Luis Villalobos          | Ignacio Prado         | René Corella           |
| 2020 | Ignacio Prado            | Ulises Castillo       | Juan Pablo Magallanes  |
| 2021 | Ignacio Prado            | Omar Aguilera         | Mario Zamora           |
|      |                          |                       |                        |
| 2023 | Ignacio Prado            | Edgar Cadena          | Miguel Arroyo          |
| 2024 |                          |                       |                        |

## Vrouwen

### Wegwedstrijd
| Jaar | Goud                    | Zilver                  | Brons                    |
| ---- | ----------------------- | ----------------------- | ------------------------ |
| 1999 | Giuseppina Grassi       | Patricia Palencia       | Sonia López              |
| 2000 | Patricia Palencia       | Adriana Sánchez         | Veronica Leal            |
| 2001 | Belem Guerrero          | Patricia Palencia       | Gabriela González        |
|      |                         |                         |                          |
| 2003 | Belem Guerrero          |                         |                          |
|      |                         |                         |                          |
| 2006 | Giuseppina Grassi       | Rosario Peralta         | Maríbel Díaz             |
| 2007 | Maríbel Díaz            | Rosario Peralta         | Giuseppina Grassi        |
| 2008 | Giuseppina Grassi       | Jessica Fernanda Jurado | Laura Lorenza Morfin     |
| 2009 | Veronica Leal           | Sofia Arreola           | Jessica Fernanda Jurado  |
| 2010 | Veronica Leal           | Ana Teresa Casas        | Sofia Arreola            |
| 2011 | Dulce Pliego            | Ana Teresa Casas        | Maira del Rocio          |
| 2012 | Ingrid Drexel           | Giuseppina Grassi       | Carolina Rodríguez       |
| 2013 | Ingrid Drexel           | Ana Teresa Casas        | Carolina Rodríguez       |
| 2014 | Ana Teresa Casas        | Erika Varela            | Jenny Rios Piñal         |
| 2015 | Erika Varela            | Ingrid Drexel           | Marcela Prieto Castaneda |
| 2016 | Ana María Hernández     | Carolina Rodríguez      | Sofía Arreola            |
| 2017 | Ingrid Drexel           | Carolina Rodríguez      | Marcela Prieto           |
| 2018 | Brenda Andrea Santoyo   | Ariadna Gutierrez       | CAriadna Gutierrez       |
| 2019 | Anet Barreba            | Ariadna Gutierrez       | Andrea Ramirez           |
| 2020 | Maria Antonieta Gaxiola | Ana Teresa Casas        | Brenda Andrea Santoyo    |
| 2021 | Lizbet Yareli Salazar   | Maria Antonieta Gaxiola | Katia Martinez           |
|      |                         |                         |                          |
| 2023 | Ana Garza               | Romina Hinojosa         | Andrea Ramirez           |
| 2024 |                         |                         |                          |

### Tijdrit
| Jaar | Goud              | Zilver                 | Brons                   |
| ---- | ----------------- | ---------------------- | ----------------------- |
| 1999 | Giuseppina Grassi | Sonia López            | Emma Sánchez            |
| 2000 | Giuseppina Grassi | Gabriela González      | Patricia Palencia       |
| 2001 | Patricia Palencia | Belem Guerrero         | Veronica Leal           |
|      |                   |                        |                         |
| 2003 | Patricia Palencia |                        |                         |
|      |                   |                        |                         |
| 2006 | Giuseppina Grassi | Maríbel Díaz           | Berenice Castro         |
| 2007 | Giuseppina Grassi | Maria del Peralta      | Maríbel Díaz            |
| 2008 | Giuseppina Grassi | Veronica Leal          | Jessica Fernanda Jurado |
| 2009 | Veronica Leal     | Giuseppina Grassi      | Jessica Fernanda Jurado |
| 2010 | Veronica Leal     | Giuseppina Grassi      | Sofia Arreola           |
| 2011 | Veronica Leal     | Giuseppina Grassi      | Jenny Rios              |
| 2012 | Ingrid Drexel     | Ana Teresa Casas       | Dulce Pliego            |
| 2013 | Ingrid Drexel     | Veronica Leal          | Ana Teresa Casas        |
| 2014 | Veronica Leal     | Ana Teresa Casas       | Ingrid Drexel           |
| 2015 | Ingrid Drexel     | Veronica Leal          | Ana Teresa Casas        |
| 2016 | Veronica Leal     | Jesica Bonilla         | Ana María Hernández     |
| 2017 | Ingrid Drexel     | Veronica Leal          | Carolina Rodríguez      |
| 2018 | Ingrid Drexel     | Brenda Andrea Santoyo  | Ana María Hernández     |
| 2019 | Andrea Ramirez    | Jesica Bonilla         | Ana María Hernández     |
| 2020 | Andrea Ramirez    | Jesica Bonilla         | Daniela Camouzano       |
| 2021 | Adriana Barraza   | Veronica Leal          | Ana María Hernández     |
|      |                   |                        |                         |
| 2023 | Andrea Ramirez    | Lizbeth Yareli Salazar | Ana Garza               |
| 2024 |                   |                        |                         |